# Valknut (program)
Valknut je program na sdílení souborů v peer-to-peer sítích používajících protokol Direct Connect. Od verze 0.3.7 se prakticky nevyvíjí.
Program je napsán pomocí C++ a Qt a je uvolněn pod licencí GNU GPL.
Původně se program jmenoval DCGUI, ale jméno bylo příliš podobné jinému linuxovému programu na sdílení souborů protokolem Direct Connect. Byl přejmenován na dcgui-qt, ale kvůli problémům s 'Qt' v názvu (ochranná známka společnosti Trolltech) byl přejmenován nakonec na Valknut.